# Светлый (Геленджик)
Светлый — посёлок в Краснодарском крае. Входит в состав Дивноморского сельского округа муниципального образования город-курорт Геленджик.

## География
Посёлок расположен в долине реки Адерба у подножия горы Нексис. Находится в 5 километрах к востоку от города Геленджик. Рядом проходит федеральная трасса М-4. В районе Светлого примыкают ответвления дороги в сёла Дивноморское и Адербиевка.
На горе Нексис, которая находится к северу от посёлка, находятся два дольмена: Лунный и Солнечный. Рядом находится карьер по добыче мергеля и заброшенная узкоколейная железная дорога, которая на текущий момент (2012 год) находится в заброшенном состоянии.

## История
В 1904 году на 6 км, через реку Адерба был построен железный мост под руководством главного инженера Дундукова и Августейшим Попечительством его Высочества принца Петра Александровича Ольденбургского для Покровской общины сестёр милосердия. С этого момента берёт своё начало история современного села.
В 1935 году 6 км находился в составе Фальшиво-Геленджикского сельского Совета Геленджикского района.
13 июля 1966 года решением крайисполкома в Геленджикском городском Совете на базе 6 км был зарегистрирован посёлок Светлый.
На 1 января 1968 года посёлок находился в составе Большого Геленджика и в обслуживание Геленджикского городского Совета.
В 1968-1988 годах посёлок Светлый находился в составе Дивноморского сельского Совета Геленджикского горсовета Краснодарского края.
С 10 марта 2004 года посёлок входит в состав Дивноморского сельского округа муниципального образования город-курорт Геленджик Краснодарского края.

## Население
| 2002 | 2010 |
| ---- | ---- |
| 413  | ↗470 |